# Какуджи, Гаэтан
Гаэтан Какуджи (фр. Gaëtan Kakudji; 3 октября 1942 — 21 июля 2009) — конголезский журналист, активист и политик. Двоюродный брат Лорана Кабилы. 

## Биография
Родился в Анкоро, провинция Катанга. Учился в Лувенском университете, где получил степень в области политических, экономических и социальных наук. Работал журналистом в брюссельской газете La Cité.
В 1970-х и 1980-х годах жил в Льеже и представлял конголезскую оппозиционную Партию народной революции в Бельгии. Назначен заместителем генерального секретаря и членом ЦК партии. Отвечал за внешнюю политику и международные отношения. Позднее являлся первым заместителем генерального секретаря Альянса демократических сил освобождения Конго.
После прихода Кабила к власти в 1997 году, назначен губернатором провинции Катанга. В января 1998 года занял пост министра внутренних дел. Находился на должности до апреля 2001 года.
После убийства Кабилы 16 января 2001 года вошёл в состав чрезвычайного комитета, который назначил новым главой государства Жозефа Кабилу.
В октябре 2003 года избран в Сенат.
Скончался в больнице Сен-Люк в Брюсселе 21 июля 2009 года после недельной госпитализации.